# Йозеф Вайгль
Йозеф Вайгль (нім. Joseph Weigl; нар. 28 березня 1766, Айзенштадт — 3 лютого 1846, Відень) — австрійський композитор і диригент. Син Йозефа Франца Вайгля, похресник Йозефа Гайдна.

## Біографія
Йозеф Вайгль народився в родині відомого віолончелиста Йозефа Франца Вайгля, однак з ранніх років віддавали перевагу клавесину. 1770 року батьки переселились до Відня; тут у 9 років Йозеф пішов на навчання до хормейстера Себастьяна Вітцига, під чиїм керівництвом він опановував спів, гру на клавесині й генерал-бас; продовжив свою освіту у Йоганна Георга Альбрехтсбергера. Захопившись ляльковим театром, Вайгль у 1782 році написав для нього оперету «Безкорисна обережність, або Скривджена підступність»; перший досвід 16-річного композитора знайшов схвалення у Антоніо Сальєрі та Крістофа Ґлюка; за їхнього сприяння оперету було поставлено 23 лютого 1783 року й мала успіх; імператор Йосип II нагородив композитора 75 дукатами.
Між тим Йозеф Франц Вайгль не хотів, щоб його син став професійним музикантом, за його наполяганням Йозеф вивчав медицину, до якої не відчував покликання, і тільки втручання Сальєрі, який узяв Йозефа до себе на безкоштовне навчання, примирило Вайгля-батька з вибором сина. «Він врятував мене, — написав пізніше Й. Вайгль про Сальєрі, — я зобов'язаний йому усім, чим я став». З середини 1780-их років Вайгль був асистентом Сальєрі у Віденській придворній опері.
У 1790 році, після залишення Сальєрі посту капельмейстера Придворної опери, за імператора Леопольда II, Вайгль став капельмейстером, при цьому мав право тільки диригувати, але не писати опери для Придворного театру; заборону було знято 1792 року імператором Францем II. Диригував операми Моцарта, Сальєрі, Джованні Паїзієлло й багатьох інших композиторів.
1827 року Вайгль на власне прохання був звільнений від обов'язків керівника Придворної опери й того ж року отримав пост заступника придворного капельмейстера (віце-капельмейстера); на цьому посту Йозеф Вайгль переймався винятково церковною музикою.
1912 року іменем Вайгля було названо провулок у Відні (Weiglgasse).

## Творчість
Йозефу Вайглю належить понад 30 опер, серед них вирізняються в першу чергу дві: «Кохання моряка» (італ. L'Amor marinaro, нім. Der Korsar, oder Die Liebe unter den Seeleuten; 1797), поставлена у всій Європі й відома донині завдяки варіації на тему з неї в одній із сонат Ніколо Паганіні, та «Швейцарська родина» (нім. «Die Schweizer Familie», 1809), яка була, як вважається, найпопулярнішою (написаною на німецьке лібрето Ігнаца Франца Кастеллі) оперою між «Чарівною флейтою» Моцарта (1791) та «Вільним стрільцем» Вебера (1821). Вайглю належить також опера на російський сюжет — «Молодість Петра Великого» (нім. Die Jugendjahre Peter des Großen, 1814). Інші опери Вайгля: «Принцеса Амальфі» (італ. La Principessa d'Amalfi, 1794), «Мундир» (нім. Die Uniform, 1805), «Сирітський притулок» (нім. Das Waisenhaus, 1808), «Гірський обвал» (нім. Der Bergsturz, 1812), «Соловій і ворон» (нім. Nachtigall und Rabe, 1818, за Лафонтеном) тощо.
Вайгль є автором 18 балетів, концерту для чембало й безлічі невеликих інструментальних п'єс. В жанрі духовної музики Вайглем написано 11 мес, ораторії «Страсті Ісуса Христа» (італ. La passione di Gesù Cristo, 1804) й «Воскресіння Ісуса Христа» (італ. La resurrezione di Gesù Cristo, 1804), офферторії тощо.